# Pisa
Pisa är en universitetsstad och kommun i Toscana i västra Italien med 88 880 invånare (2018). Pisa är mest känt för sitt lutande torn. Staden är huvudort i provinsen Pisa. Pisa är en av de äldsta städerna i Italien, förr en mäktig medtävlare till Venedig och Genua. Pisa ligger på ömse sidor om Arnofloden, 10 km från dess mynning. Staden är ärkebiskopssäte, och här finns en stor domkyrka, till vilken lutande tornet är klocktorn.
Kända personer som kommer från Pisa är bland andra Galileo Galilei och Antonio Tabucchi.
År 1987 sattes området Piazza del Duomo (även kallat Piazza dei Miracoli) med katedralen, kyrkogården, dopkapellet och det lutande tornet upp på Unescos världsarvslista.

## Historia
Forntidens Pisæ låg vid föreningen av floderna Arnus och Auser, vilken senare nu har särskild mynning. Det blev 180 f.Kr. romersk koloni, som av Augustus erhöll benämningen Colonia Julia Pisano, samt pryddes av de följande kejsarna med tempel, teatrar och triumfbågar; med undantag av några rester efter termer har inga byggnadsminnen från romarnas tid bevarats.

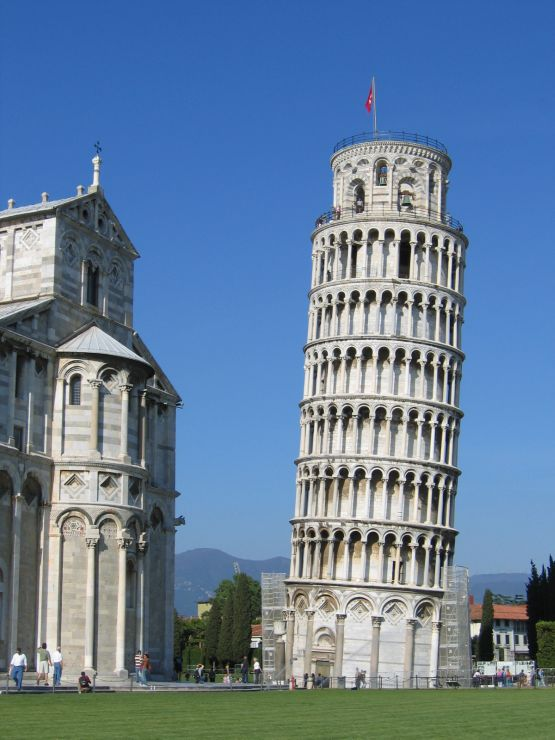
Lutande tornet i Pisa.

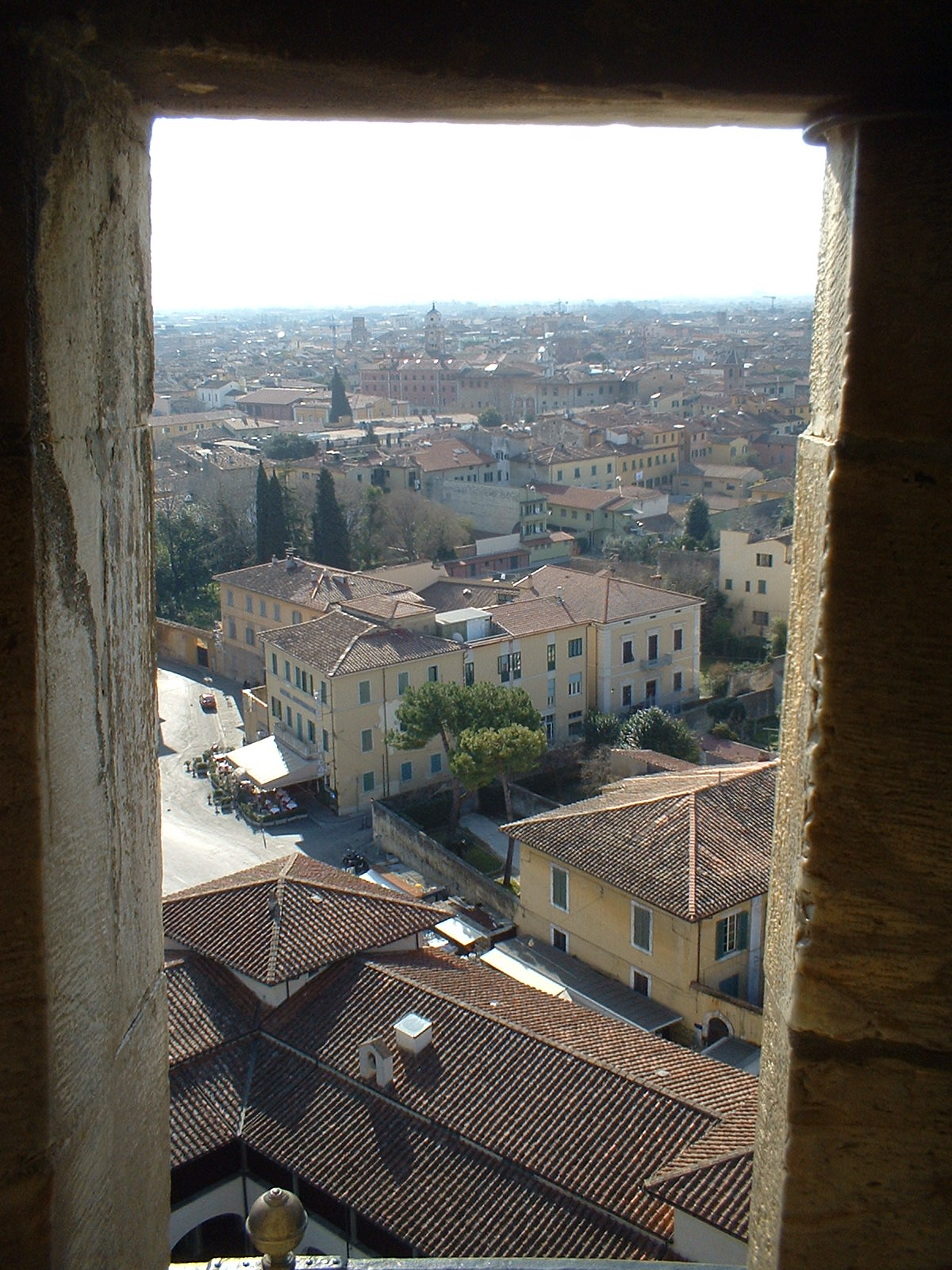
Utsikt över Pisa från det lutande tornet.

### Medeltiden
Vid början av 1000-talet seglade Pisa upp som en av de främsta sjö- och handelsstäderna vid Medelhavet. Sin maktställning förvärvade staden huvudsakligen genom att den – delvis i allians med Genua – ställde sig i spetsen för striden mot saracenerna. Dessa fördrevs från Sardinien och Pisa satte sig 1025 i varaktig besittning av denna ö samt senare även Korsika och Balearerna. Handel och samfärdsel uppblomstrade, staden fylldes med främmande köpmän, dess rikedom anfördes ordspråksvis, och dess handelsstatuter (Consueludine di mare), stadfästa av påven 1075, tjänade som norm för alla medeltidens handelsfolk.
Pisanerna deltog i första korståget (1096–99) och vann därigenom en mängd fördelar, ty inom kort hade de banker, konsuler, magasin och privilegier av alla slag i varje levantisk hamn och kunde 1135–1137 fullständigt besegra sin rival Amalfis sjömakt. Under 1100- och 1200-talen stod Pisa på höjdpunkten av sin makt, dess handel omfattade hela Medelhavet, dess välde sträckte sig över de italienska öarna och hela kusten från Spezia till Civitavecchia. Under denna tid ökade konkurrensen med Genua och Florens och ledde under 1200-talet till öppna krig.
I halvöns inre strider gick staden i spetsen för det ghibellinska (hohenstaufenska) partiet. Pisa drabbades kännbart av hohenstaufernas undergång. Samtidigt drabbades staden av konflikter mellan den härskande köpmannaadeln och de övriga befolkningslagren; under slutet av 1200-talet uppträdde greve Ugolini della Gherardesca som de senares ledare. De långa striderna med Genua ledde till det avgörande nederlaget vid ön Meloria 6 augusti 1284, som kostade Pisa ön Korsika och väldet över havet. Under 1300-talet låg makten i Pisa i händerna på olika tyranner. Castuccio Castracani var herre över Pisa 1318–1328. Påven överlämnade 1320 Sardinien till kungen av Aragonien, och så gick även denna viktiga besittning förlorad.
Partifejder försvagade staden och gjorde den till ett byte för condottieri. Gherardo Appiano sålde år 1399 staden för 200 000 floriner till Giovanni Galeazzo Visconti i Milano. Denne överlät staden åt sin utomäktenskaplige son Gabriele Maria Visconti, som 1406 avträdde den åt Florens. 1409 hölls ett berömt koncilium i Pisa, som avsatte Gregorius XII och Benedictus XIII samt valde en tredje påve, Alexander V.

### Renässansen och senare år
När Karl VIII av Frankrike angrep Neapel 1494 reste sig även Pisa, under Simone Orlandi, mot florentinarna och antog franske kungen till skyddsherre. Med dennes hjälp tillkämpade staden sig självständighet och utvidgade åter sitt område. Förgäves belägrade florentinarna staden augusti till september 1499, 1504 och 1505. Först 8 juni 1509 lyckades de genom framkallad svält komma i besittning av Pisa. Sedan dess var Pisa en del av Toscana och förenades jämte detta 1860 med kungariket Italien.
1600-talet betydde en stark ekonomisk nedgång som upphörde först med industrialiseringen i slutet av 1800-talet.

## Arkitektur

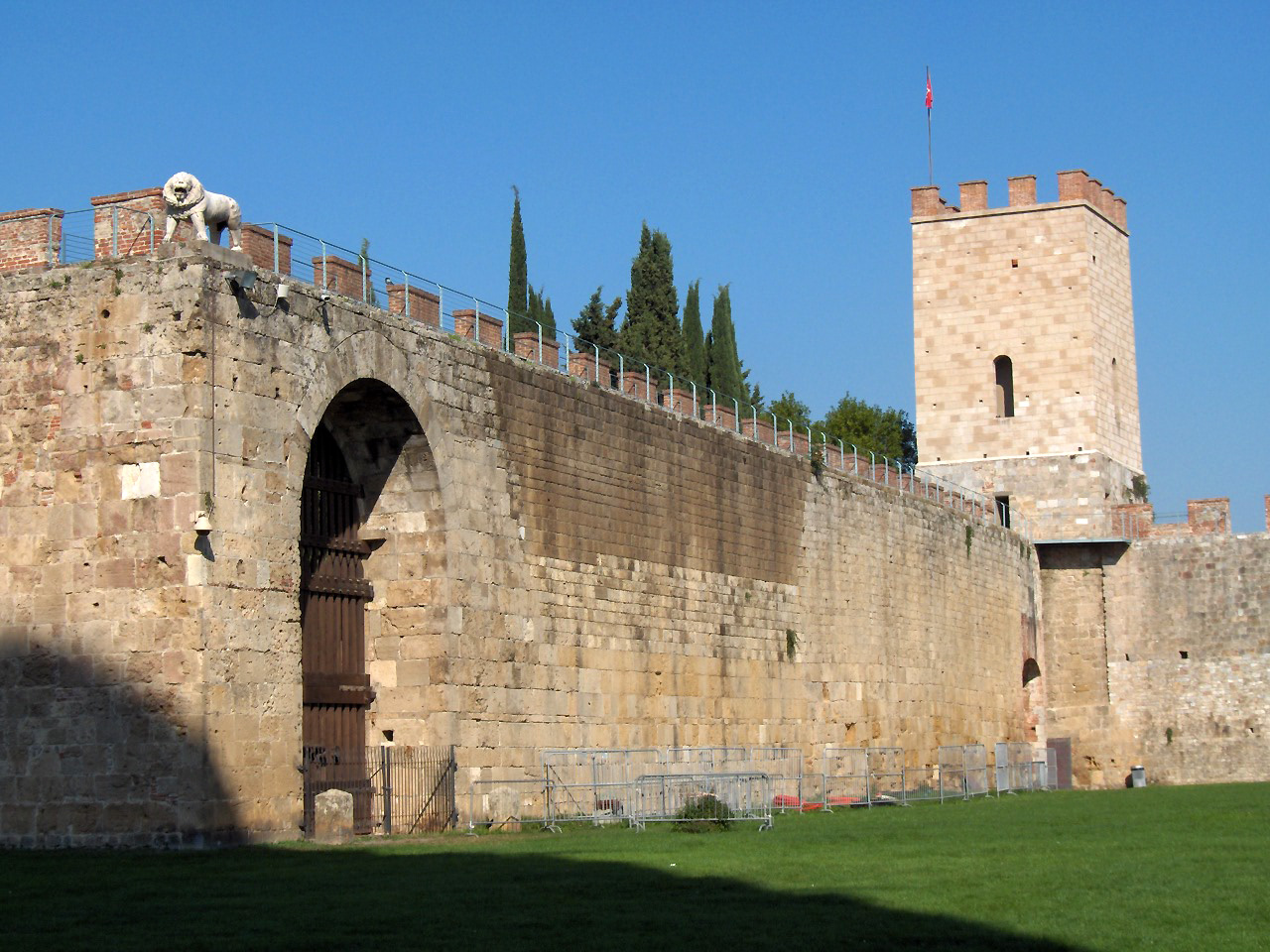
Pisas stadsmur.

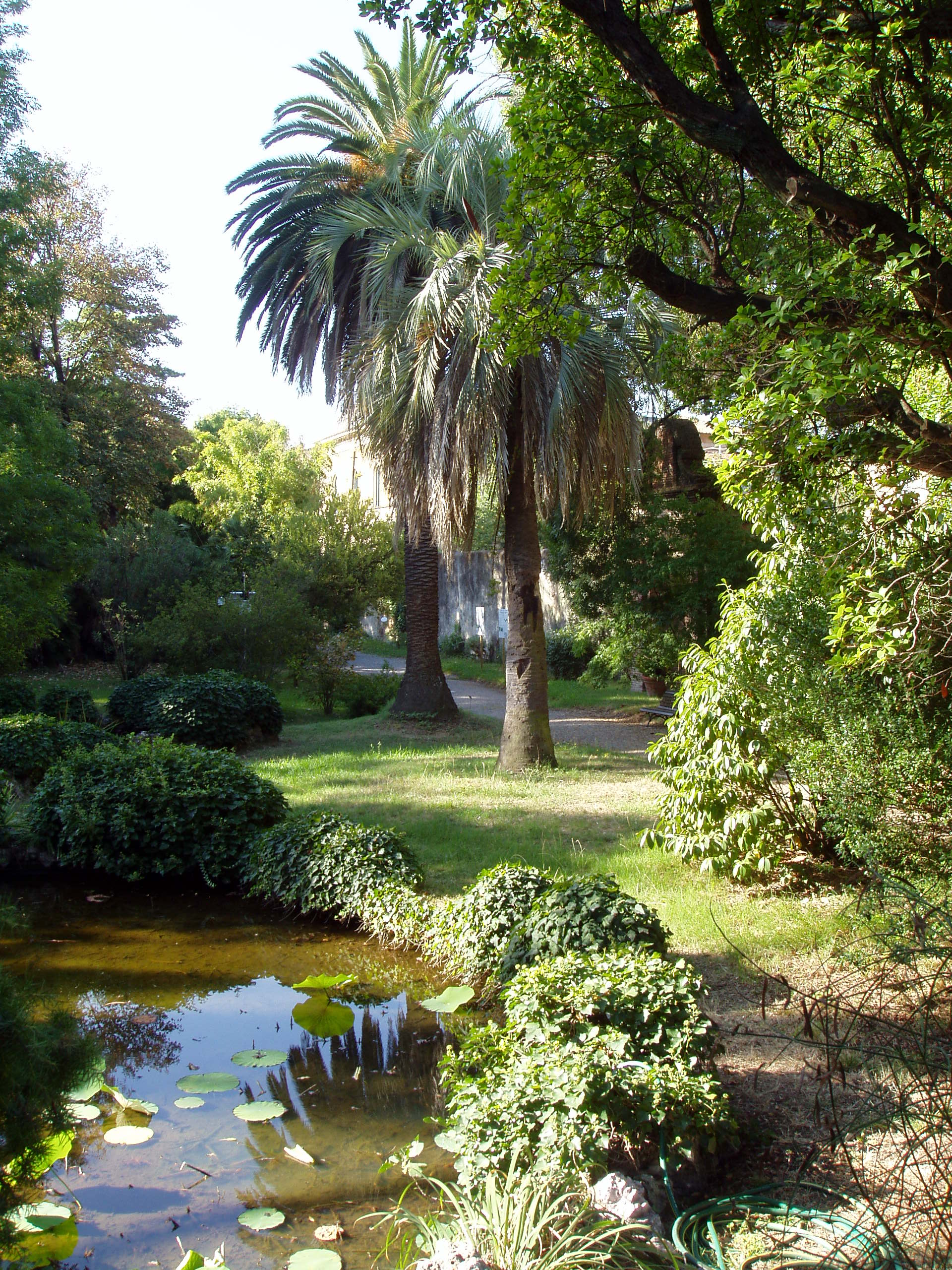
Bild från botaniska trädgården.

Staden är omgiven med stadsmurar, vilka har en längd av 10 km och omsluter i sydväst vid Arnos högra strand citadellet jämte vidsträckta trädgårdar. De vackraste gatorna är kajerna (Lungarni) på båda sidor om Arno. Stadens största sevärdhet är det i dess nordvästra del belägna Piazza del duomo, med domkyrkan, baptisteriet, det lutande klocktornet och Camposanto.

### Kyrkor och gravplatser
Domkyrkan, byggd 1063–1118 (efter en sjöseger över de sicilianska saracenerna vid Palermo) av vit marmor med svarta och färgade inkrustationer, är en femskeppig basilika med treskeppigt tvärhus och över korset en kupol av oval grundform. Största prakten utvecklas i fasaden, Piazza del duomo i Pisa, med baptisteriet, domkyrkan och lutande klocktornet (samt i bakgrunden Camposanto) som består av fem rader av väggkolonner som står över varandra, förenade genom rundbågar.
Baptisteriet framför fasaden, grundlagt 1153 av Diotisalvi, färdigt 1278, är en kolossal rund kupolbyggnad med omgång och emporer i en ännu mera förädlad och sträng stil än domkyrkan. Största dyrbarheten i det inre är den praktfulla marmorpredikstolen, Nicola Pisanos mästerverk (1260).
Bakom domkyrkan märks det fristående klocktornet, byggt 1174–1350 av Bonanno Pisano, Vilhelm från Innsbruck och andra. Det är en 54,5 meter hög rundbyggnad i 8 våningar, i likhet med baptisteriet dekorerat med pilaster- och bågställningar. Allmänt ryktbart är tornet för sin skarpt lutande ställning (i det yttre avviker det 4,3 meter från lodlinjen), som, till en början utan tvivel föranledd av att grunden inte var tillräckligt fast, sedan bibehölls av böjelse för det besynnerliga.
Norr om kyrkan ligger Camposanto, anlagd i slutet av 1100-talet som gravplats åt förtjänta medborgare i republiken, vars jord hemfördes från Jerusalem. Den omgivande byggnaden, uppförd 1278-83, bildar en fyrkant (127 meter lång, 52 meter bred) och omsluts av höga hallar som öppnar sig inåt på rundbågiga pelare, det hela ett verk av Giovanni Pisano. Den innehåller ett stort antal framstående skulpturverk och gravvårdar, och väggarna är smyckade med fresker, av vilka särskilt förtjänar framhållas den stora cykeln på norra väggen av Benozzo Gozzoli.
Av övriga byggnader i staden må nämnas de gotiska kyrkorna Santa Maria della Spina, Santa Caterina, San Francesco, San Nicola och andra kyrkor, Palazzo della Carovana vid Piazza dei Cavalieri, vilket ligger på ruinerna av det beryktade hungertornet (Torre dei Gualandi alle sette vie), i vilket greve Ugolino della Gherardesca med sina söner fann ett tragiskt slut, Palazzo Lanfranchi, tillskrivet Michelangelo, samt ärkebiskopspalatset.

### Övrig arkitektur
Universitetet i Pisa, sanktionerat av påven 1343, men flera gånger avbruten verksamhet innan det återbildades 1542 av Cosimo I de' Medici, har en botanisk trädgård från 1544, vilket gör den till en av världens äldsta, kanske den äldsta. Trädgården heter Orto botanico di Pisa och anlades av Luca Ghini.
Bland bibliotekets byggnader märks även Loggia del Mercato från början av 1600-talet.

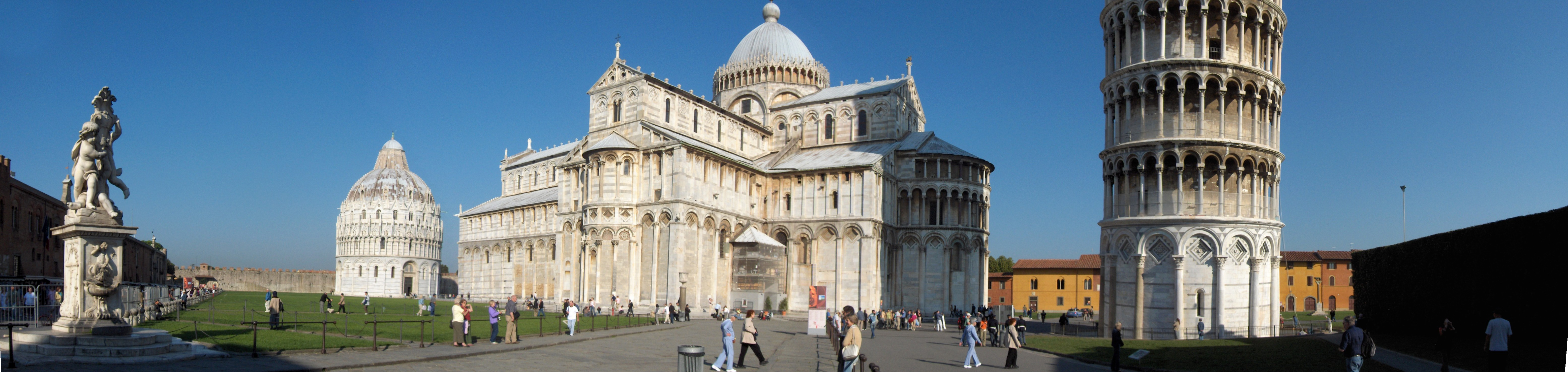
Piazza dei Miracoli, formellt Piazza del Duomo.

## Transporter
Flygplatsen i Pisa heter Galileo Galilei internationella flygplats.